# EC Novo Hamburgo
Der Esporte Clube Novo Hamburgo ist ein Fußballverein aus der Stadt Novo Hamburgo im brasilianischen Bundesstaat Rio Grande do Sul, rund 40 km nördlich der Hauptstadt Porto Alegre im Landesinneren gelegen. Die Farben des Vereins sind Weiß und Indigo, (port.; Anil). Der Verein wird daher auch Anilado genannt. Eine weitere Bezeichnung ist Nóia. Der Verein, der seit seiner Gründung 1911 eine ungebrochene Fußballtradition aufgebaut hat, war 1979 Teilnehmer an der brasilianischen Fußballmeisterschaft in der höchsten Leistungsstufe.

## Historie
Der Schuhfabrikant Pedro Adams Filho hielt anlässlich des Tages der Arbeit am 1. Mai 1911 für seine Mitarbeiter ein Grillfest ab. Dabei kam es auch zu einem Fußballspiel unter den Beteiligten, das großen Anklang fand. Daraus entstand der ursprünglich Adams Futebol Clube genannte Verein, der aber schon bald über Sport Club Novo Hamburgo zum Esporte Clube Novo Hamburgo mutierte.
Nach dem Kriegseintritt Brasiliens 1944 kam es weitgehend zur Abänderung von Namen und Bezeichnungen, die an die Achsenmächte erinnerten. Die Stadt Novo Hamburgo wurde zu Marechal Floriano Peixoto umbenannt. Der Verein nannte sich danach Esporte Clube Floriano und revertierte erst 1968 wieder zum vorherigen Namen.
Von 1942 bis 1952 war der Verein in einer seiner erfolgreicheren Phasen und wurde in jenen Jahren fünf Mal Vizemeister bei der Staatsmeisterschaft von Rio Grande do Sul. Der erste Titel war aber die Stadtmeisterschaft von Porto Alegre von 1937. Durch den Gewinn dieses Titels verhinderte Novo Hamburgo erstmals den Einzug einer Mannschaft aus der Hauptstadt in die Spiele um die Staatsmeisterschaft, dem Campeonato Gaúcho. Ein Gaúchão ohne Hauptstadtbeteiligung gab es nur noch 1940. 1979 war Novo Hamburgo Teilnehmer an der nationalen Fußballmeisterschaft von Brasilien. Dort blieben die Neu-Hamburger aber unauffällig und wurden bei einem Teilnehmerfeld von 94 Vereinen abschließend als 70. klassifiziert. 2005 gewann der Verein erstmals den Pokal von Rio Grand do Sul, was 2006 zur Teilnahme an der dritthöchsten nationalen Spielklasse, der Série C, berechtigte. 2013 konnte dieser Titel ein zweites Mal gewonnen werden.
Nach fünf Vizemeisterschaften (1942, 1947, 1949, 1950, 1952) konnte Novo Hamburgo am 7. Mai 2017 nach einem Elfmeterschießen im letzten Finalspiel der Staatsmeisterschaft den Serienmeister SC Internacional besiegen und somit den ersten Meistertitel der Clubgeschichte erringen.

## Stadion
Nachdem Novo Hamburgo das Stadion Santa Rosa, das Raum für 17.000 Zuschauer bot,  verkauft hatte, zog der Verein in das Estádio do Vale (Tal-Stadion) im Stadtteil Libertade um. Die Arbeiten am neuen Stadion begannen im Januar 2006. Es wurde am 1. August 2008 eröffnet. Der Name des Stadions wurde durch eine Mitgliederbefragung eruiert.
Das Stadion hat derzeit eine Kapazität von 4.000 Zusehern. Nach der Endausbauphase soll es 12.000 Zusehern Platz bieten. Beim Eröffnungsspiel am 17. August 2008 besiegte Nova Hamburgo den Criciúma EC mit 2:1. Der Gästespieler Tiago Moraes hatte dabei die Ehre, das erste Tor zu erzielen.

## Erfolge
- Staatsmeisterschaft von Rio Grande do Sul: 2017
- Copa Federação Gaúcha de Futebol: 2005, 2013

Torschützenkönige bei Staatsmeisterschaften
- 1962: 13 Tore – Geovani
- 1966: 13 Tore – Sapiranga
- 2006: 14 Tore – Giancarlo

## Trainer (unvollständig)
| Name des Trainers | Zeitraum | Bemerkung                |
| ----------------- | -------- | ------------------------ |
| Geninho           | 1984     |                          |
| Paulo Turra       | 2010     |                          |
| Gilmar            | 2010     |                          |
| Beto Campos       | 2017     | Staatsmeisterschaft 2017 |